# Yasuyuki Sato
Yasuyuki Sato (佐藤 康之 Sato Yasuyuki?), född 12 april 1966 i Hiroshima prefektur, är en japansk före detta fotbollsspelare.
Sato började sin karriär 1985 i Mazda (Sanfrecce Hiroshima). 1997 flyttade han till Oita Trinity. Han avslutade karriären 1997.